# تاريخ أيرلندا (1801-1923)
كانت أيرلندا جزءًا من المملكة المتحدة لبريطانيا العظمى وأيرلندا من عام 1801 إلى عام 1922. كان يحكم الجزيرة طوال هذه الفترة تقريبًا، البرلمان البريطاني في لندن من خلال إدارة قلعة دبلن في أيرلندا. واجهت أيرلندا صعوبات اقتصادية كبيرة في القرن التاسع عشر، بما في ذلك المجاعة الكبرى في أربعينيات القرن التاسع عشر. شهدت أواخر القرن التاسع عشر وأوائل القرن العشرين حملة نشطة تشجع على الحكم الإيرلندي الذاتي. بينما أُقر تشريع يمكّن تطبيق الحكم الأيرلندي الذاتي، إلا أنه اعترضت المعارضة على هذا القرار واستخدم النقابيون الأيرلنديون العنف والأسلحة ولا سيما في مقاطعة أولستر، لردع تطبيق هذا القانون الجديد. لم يُعلن هذا البيان ووُضع على الرف خلال الفترة التي تلت اندلاع الحرب العالمية الأولى. ورغم ذلك، تفوقت القومية الأيرلندية الاعتدالية بحلول عام 1918، بسبب مساعدة الجمهورية الانفصالية المسلحة.
اندلعت الحرب في عام 1919، بين الجمهوريين الانفصاليين وقوات الحكومة البريطانية. قسمت الحكومة البريطانية أيرلندا في عام 1920، إلى منطقتين تتمتعان بحكم شبه ذاتي: أيرلندا الشمالية وأيرلندا الجنوبية، كان هذا التنسيق مقصودًا من قبل مجلس أيرلندا. بناءً على الموافقة الملكية، ظهر برلمان أيرلندا الشمالية في عام 1921. ومع ذلك، لم تأخذ مؤسسات أيرلندا الجنوبية دورًا عمليًا أو فعّالًا. اتُفق في 11 يوليو 1921، على وقف إطلاق النار بين الانفصاليين والحكومة البريطانية. أدت المفاوضات اللاحقة بين شين فين، الحزب الأيرلندي الرئيسي، وحكومة المملكة المتحدة إلى توقيع المعاهدة الأنجلو-إيرلندية التي أسفرت عن انفصال خمسة أسداس أيرلندا عن المملكة المتحدة. بموجب شروط المعاهدة، مُنحت جزيرة أيرلندا بأكملها وضع السيادة لتكون الدولة الأيرلندية الحرة. أسفر حكم إلغاء انضمام أيرلندا الشمالية عن قرارها بالبقاء جزءًا من المملكة المتحدة، بينما أصبح الباقي تابعًا للدولة الأيرلندية الحرة.

## قوانين الاتحاد
كانت ما تزال أيرلندا تعاني في القرن التاسع عشر، من آثار الثورة الأيرلندية عام 1798. واستمر ترحيل السجناء إلى أستراليا والعنف بين الحين والآخر في مقاطعة ويكلاو. كان هناك تمرد فاشل آخر بقيادة روبرت إميت في عام 1803. يمكن اعتبار قانون الاتحاد، الذي جعل أيرلندا من الناحية الدستورية جزءًا من الدولة البريطانية، محاولة بالغة الأهمية لمعالجة بعض المظالم التي أدت إلى ارتفاع الشغب في عام 1798، ومنعها من زعزعة الاستقرار في بريطانيا أو توفير قاعدة للغزو الأجنبي.
أقر كل من البرلمان الأيرلندي وبرلمان بريطانيا العظمى في عام 1800، قانونًا تابعًا للاتحاد العام لإلغاء المجلس التشريعي الأيرلندي في 1 يناير 1801، ودمج مملكة أيرلندا ومملكة بريطانيا العظمى سوية لإنشاء المملكة المتحدة لبريطانيا العظمى وأيرلندا.
بعد محاولة واحدة فاشلة، أُقر أخيرًا القانون في البرلمان الأيرلندي، كما هو الحال مع قانونا الاتحاد 1707 التي وحدت اسكتلندا وإنجلترا، بالإضافة لتلقي أعضاء كلا المجلسين رشوة جماعية وذلك بحصولهم على رتبة النبلاء البريطانيين وطرق «تشجيعية» أخرى.
كانت إدارة أيرلندا في هذه الفترة مؤلفة من سلطات عينتها الحكومة البريطانية المركزية. هم اللورد ملازمي أيرلندا والمتمثلين بالملك ورئيس الوزراء الأيرلندي المعين من قبل رئيس الوزراء البريطاني. كان وكيل وزارة أيرلندا الذي ترأس الخدمة المدنية في أيرلندا بنفس القدر من الأهمية.
بعد انتهاء القرن، تولى البرلمان البريطاني السلطة من الملك باعتباره الفرع التنفيذي والتشريعي للحكومة. لهذا السبب، أصبح رئيس الوزراء في أيرلندا أكثر أهمية من اللورد الملازم، الذي أصبح منصبه أكثر رمزية. بعد إلغاء البرلمان الأيرلندي، انتُخب أعضاء البرلمان الأيرلنديين لمجلس عموم المملكة المتحدة في وستمنستر.
ظلت الإدارة البريطانية في أيرلندا -المعروفة باسم «قلعة دبلن»- تحت سيطرة المؤسسة الأنجلوأيرلندية إلى حد كبير حتى إزالتها من دبلن في عام 1922.

### التحرر الكاثوليكي
كان جزءًا من جاذبية الاتحاد للعديد من الكاثوليك والمعارضين الأيرلنديين، الوعد بإلغاء قوانين العقوبات التي كانت سارية (والتي تميز ضدهم)، ومنح التحرر الكاثوليكي. ومع ذلك، منع الملك جورج الثالث هذا التحرر، اعتقادًا منه بأنه سيؤدي إلى تهديد تتويجه للدفاع عن الكنيسة الأنجليكية. أدت حملة تحت إشراف الرابطة الكاثوليكية والمحامي الكاثوليكي الأيرلندي والسياسي دانيال أوكونيل، إلى إشعال حماس المواطنين لإلغاء مرسوم الاختبار. كان آرثر ويلزلي، جنديًا ورجل دولة تابعًا لأنجلو-أيرلندا ودوقًا أولًا لولنجتون، في أعلى مكانة سياسية في ذلك الوقت كونه من انتصر في الحروب النابليونية. ولأنه رئيس الوزراء، فقد استخدم سلطته السياسية ونفوذه الكبير لتوجيه التشريعات التمكينية من خلال برلمان المملكة المتحدة. ثم أقنع الملك جورج الرابع بتوقيع القانون ليصبح قانونًا تحت تهديد الاستعفاء. سمح قانون الإغاثة الرومانية الكاثوليكية لعام 1829، للكاثوليك البريطانيين والأيرلنديين بالانضمام إلى البرلمان. أصبح دانيال أوكونيل أول نائب كاثوليكي مُنضم منذ عام 1689. كونه رئيسًا لجمعية إبطال القوانين، شن أوكونيل حملة فاشلة لإلغاء قانون الاتحاد واستعادة الحكم الذاتي الإيرلندي.
كانت تكتيكات أوكونيل سلمية إلى حد كبير، إذ استخدم المسيرات الجماهيرية لإظهار الدعم الشعبي لحملته. في حين فشل أوكونيل في إلغاء قانون الاتحاد، أدت جهوده إلى إصلاحات أخرى في أمور مثل الحكومة المحلية والقوانين السيئة.
على الرغم من أساليب أوكونيل السلمية، كان هناك أيضًا قدر كبير من العنف المتقطع والاضطرابات في المناطق الريفية في البلاد في النصف الأول من القرن التاسع عشر. اندلعت أعمال عنف طائفية متكررة في أولستر، مثل أعمال الشغب في دوللي براي، بين الكاثوليك والنظام البرتقالي الوليد (الناشئ). أدت التوترات بين سكان الريف الذين يتزايد عددهم بسرعة وملاك الأراضي من ناحية وملاك الأراضي والدولة من ناحية أخرى إلى الكثير من العنف الزراعي والاضطرابات الاجتماعية. استخدمت المجتمعات الريفية السرية مثل «وايت بويز» و«ريبونمن» أعمال التخريب والعنف لتخويف الملاك ولفرض معاملة أفضل بينهم وبين مستأجريهم. كانت أطول فترة استدام فيها اندلاع العنف، حرب تيث في ثلاثينيات القرن التاسع عشر، بسبب القوانين التي نُصت على الفلاحين والذي كان معظمهم من الكاثوليك، لدفع العشور إلى الكنيسة البروتستانتية في أيرلندا. فُتح فرع للشرطة الملكية الأيرلندية في المناطق الريفية ردًا على هذا العنف.

## مجاعة أيرلندا الكبرى
شهدت أيرلندا صعوبات اقتصادية كبيرة خلال القرن التاسع عشر؛ بسبب المشاكل الاقتصادية الناجمة عن الحروب النابليونية. وفي أواخر القرن العشرين (عندما شهدت البلاد ضربة لا مثيل لها في النمو الاقتصادي، إلى أن حدثت ضربة أخرى -النمر السلتي- في التسعينيات)، عانت البلاد من الركود الاقتصادي الحاد بالإضافة إلى سلسلة من المجاعات، التي كان تمثل تهديدًا كبيرًا للإيرلنديين (كانت آخر حادثة مجاعة في عام 1879). وكانت أسوأ هذه المجاعات، مجاعة أيرلندا الكبرى (1845-1851)، التي مات فيها حوالي مليون شخص وهاجر مليون آخر.
كانت معظم المشاكل الاقتصادية للأيرلنديين تكمن نتيجة صغر حجم حيازتهم للأراضي مقابل الزيادة الكبيرة في عدد السكان في السنوات التي سبقت المجاعة. ينص كل من القانون والتقاليد الاجتماعية خصيصًا على تقسيم الأرض، إذ يرث جميع الأبناء حصصًا متساوية من المزرعة، ما يعني أن حجم المزارع أصبح صغيرًا جدًا بحيث لا يمكن زراعة سوى محصول واحد (البطاطس على سبيل المثال)، بكميات كافية لإطعام الأسرة. علاوةً على ذلك، فإن العديد من العقارات، التي استأجرها المزارعون الصغار، كانت تدار بشكل سيئ من قبل مالكي العقارات الغائبين وغير المواكبين وفي كثير من الحالات المرهونين بشدة. وأدى تسييج الأراضي منذ بداية القرن التاسع عشر إلى تفاقم المشكلة، وساهم الرعي واسع النطاق للماشية في تقليص حجم قطع الأراضي المتاحة للمستأجرين لزرع محاصيلهم.
أصبح تشارلز تريفاليان في حكومة ويغ الجديدة (من عام 1846)، مساعدًا لوزير المالية، وكان مسؤولًا مهمًا عن استجابة الحكومة البريطانية للمجاعة في أيرلندا. عندما ضربت آفة البطاطس اللفحة المتأخرة الجزيرة عام 1845، تُرك الكثير من سكان المناطق الريفية دون طعام. لسوء الحظ في هذا الوقت، التزم رئيس الوزراء آنذاك اللورد جون روسيل، بسياسة اقتصادية صارمة (مبدأ عدم التدخل)، والذي أكد أن المزيد من تدخل الدولة سيترتب عنه اعتماد خارجي كلي، وأن المطلوب هو التشجيع على تحقيق الاستقرار الاقتصادي. على الرغم من إنتاج أيرلندا فائضًا صافيًا من المواد الغذائية، لكنها تصدر معظمه إلى إنجلترا وأماكن أخرى. وُضعت مخططات أشغال العامة لكنها أثبتت عدم كفاءتها، وأصبح الوضع كارثيًا عندما انتشرت أوبئة مثل الزحار وحمى التيفوئيد والكوليرا. تبرعت العديد من الجمعيات الخيرية والجهات الخاصة من جميع أنحاء العالم، بما في ذلك شعب تشوكتاو في الولايات المتحدة والعبيد السابقين في منطقة البحر الكاريبي والسلطان عبد المجيد الأول للدولة العثمانية والملكة فيكتوريا ملكة المملكة المتحدة والقيصر ألكسندر الثاني ملك الإمبراطورية الروسية بمبلغ يقارب 2,000,000 جنيه إسترليني. لكن كانت الحكومة البريطانية غير مؤهلة للقيام بسياسات وتغييرات جذرية ما أدى إلى تفاقم المشكلة لتصبح كارثة.